# 가이아 건담
가이아 건담(영어: Gaia Gundam, 일본어: ガイアガンダム)은 TV 애니메이션 《기동전사 건담 SEED DESTINY》에 등장하는 모빌 슈트(MS)로 분류되는 가공의 유인 조종식 인간형 로봇 병기이다. 스페이스 콜로니 국가 "플랜트"의 군사 조직인 "자프트"가 개발한 시제 모빌 슈트(MS)들인 "세컨드 스테이지 시리즈" 중 1기이다. 같은 자프트제의 양산기인 바쿠를 닮은 4발 달린 짐승형으로 변형되는 가변형 모빌 슈트(TMS)이다. 작품 내 초반부에서 지구연합군 제81독립기동군 팬텀 페인에게 탈취되며, 익스텐디드 휴먼(생체 CPU)인 스텔라 루셰의 탑승기가 된다. 후에 자프트에 탈환되어, 컬러링의 변경을 거쳐 클라인파인 앤드류 발트펠트가 탑승한다. "가이아"는 그리스 신화에 등장하는 대지모신의 이름에서 유래하였다. 미디어나 관련 상품에서는 "가이아 건담"이라고 호칭되지만, 《기동전사 건담 SEED DESTINY》 작품 내에서는 다른 건담 타입의 모빌 슈트와 마찬가지로 "건담"을 생략하고 "가이아"라고 호칭된다.
메카닉 디자인은 오오카와라 쿠니오가 담당하였다.

## 같이 보기
- 건담 시리즈의 병기 목록
- 기동전사 건담 SEED DESTINY